# Flugplatz Pembrey

i7
i11
i13
Der Flugplatz Pembrey (englisch Pembrey Airport, walisisch Maes Awyr Pen-Bre, ICAO-Code: EGFP) ist ein walisischer Flugplatz nahe dem Ort Pembrey, Carmarthenshire.

## Geschichte
Der Bau des Flugplatz Prembrey begann 1937. Ab 1939 wurde der Flugplatz von der Royal Air Force unter anderem als Flugschule verwendet. 1957 wurde RAF Pembrey geschlossen und der Flugplatz daraufhin überwiegend zivil genutzt. Im Jahr 2000 richtete die neugegründete walisische Fluggesellschaft Air Wales ihren flugtechnischen Hauptsitz am Flugplatz ein und bediente ab hier diverse Routen mit Flugzeugen vom Typ Dornier 228. Die Basis wurde jedoch bereits 2001 zum Flughafen Swansea verlegt. 
Derzeit wird der Flugplatz unter anderem von Isles of Scilly Skybus für Charterflüge verwendet.